# Otis Taylor
Otis Taylor (Houston, 11 agosto 1942 – 10 marzo 2023) è stato un giocatore di football americano statunitense che ha militato nel ruolo di wide receiver nella American Football League (AFL) e nella National Football League (NFL).
"Otis rendeva il mio lavoro facile," disse l'ex quarterback dei Chiefs e Hall of Famer Len Dawson. "Se passavi verso Otis, sapevi che l'avrebbe presa."

## Carriera
Taylor fu scelto nel Draft AFL 1965 dai Kansas City Chiefs e nel Draft NFL 1965 dai Philadelphia Eagles, optando per firmare per i primi.
Taylor ricevette 5 touchdown nella sua stagione da rookie mentre nella seguente guidò la AFL in yard media a ricezione (22,4) e terminò secondo in yard ricevute (1.297), venendo inserito nella formazione ideale della lega e convocato per l'All-Star Game. Guidò la AFL in touchdown su ricezione nel 1967 with 11 e la NFL nella stessa categoria nel 1971 con 1.110. Fu convocato due volte per il Pro Bowl e inserito nel First-team All-Pro dall'Associated Press (AP), dalla Newspaper Enterprise Association (NEA), dalla Pro Football Writers Association (PFWA) e da Pro Football Weekly nel 1971. La PFWA lo inserì nel First-team All-Pro anche nel 1972. Taylor è al secondo posto di tutti i tempi dei  Chiefs in ricezioni (410), yard ricevute (7.306), touchdown su ricezione (57) e gare da 100 yard (20).
La giocata più memorabile della carriera di Taylor fu nel Super Bowl IV l'11 gennaio 1970, quando su passaggio corto segnò un touchdown da 46 yard nella vittoria sui favoriti Minnesota Vikings, che prima della partita erano stati definiti da alcuni "la più grande squadra della storia del football professionistico".
Otis Taylor è morto nel 2023, per complicazioni della malattia di Parkinson.

## Palmarès

### Franchigia
Super Bowl : 1
Kansas City Chiefs: IV
- Campionati AFL : 2

Kansas City Chiefs: 1966, 1969

### Individuale
- AFL All-Star: 1

1966
- Convocazioni al Pro Bowl: 2

1971, 1972
- First-team All-AFL: 1

1966
- Second-team All-AFL: 1

1967
- First-team All-Pro: 2

1971, 1972
- Leader della NFL in yard ricevute: 1

1971
- Kansas City Chiefs Hall of Fame